# Vier Umfassende Handlungen
Die strategische Anordnung für die Vier Umfassenden Handlungen (chinesisch “四个全面”战略布局, kurz „Vier Umfassende Handlungen“, engl.Four comprehensives) ist ein strategisches Regierungskonzept, das der Generalsekretär der Kommunistischen Partei der Volksrepublik China, Xi Jinping, auf einer Inspektionsreise in der Provinz Jiangsu im Jahr 2014 vorstellte.
Sein strategisches Regierungskonzept erläuterte er hochrangigen Parteikadern auf Gouverneurs- und Ministerebene innerhalb eines Seminars über den Aufbau von Rechtsstaatlichkeit in der Parteischule in Peking.
Im Februar 2015 wurden sie Vorfeld des Lianghui, den jährlichen Sitzungen des Nationalen Volkskongresses und der Politischen Konsultativkonferenz des chinesischen Volkes, formell im Parteiorgan Renmin Ribao veröffentlicht.
Laut Xi Jinping besteht das Konzept aus einem strategischen Ziel, bzw. vier strategischen Maßnahmen, die alle von großer Bedeutung sind:
1. Die umfassende Vollendung des Aufbaus einer Gesellschaft mit bescheidenem Wohlstand
2. umfassende Vertiefung der Reform
3. umfassendes Vorantreiben der gesetzesgemäßen Verwaltung des Staates
4. umfassende strenge Führung der Partei[4]

## Politische Einschätzung
Laut Einschätzung von Kerry Brown, Direktor des Lau China Institute am Londoner King’s College, sind die unter dem „hochtrabenden“ Etikett „noch nie dagewesener strategischer Sprung nach vorne“ publizierten Thesen wegen ihres bombastischen Stils und ihrer nachdrücklichen Unterstützung populistischer Positionen berüchtigt. Insbesondere der vierte Punkt zog bei Beobachtern chinesischer Politik die Aufmerksamkeit auf sich. Kommentatoren beispielsweise der BBC argumentierten, dass sich dieser Punkt speziell auf die laufende Anti-Korruptions-Kampagne Xi Yipings bezog, und dass die Partei selbst die Zielscheibe war.
German.china.org, ein deutschsprachiges Organ, in dem die offizielle Sichtweise der chinesischen Regierung zu innen- und außenpolitischen Themen verbreitet wird, zitiert ein Statement von Xu Yaotong: „Professor Xu Yaotong von der Chinesischen Akademie für Regierungsführung (Chinese Academy of Governance) hält die Interpretation für eine offizielle Bekanntmachung des strategischen Konzepts des Führungsgremiums mit Xi als Generalsekretär. Die Schwerpunkte, die Leitlinie und die Richtung der Arbeit seien damit vorgegeben“.